# Діксон (Вайомінг)
Діксон (англ. Dixon) — місто (англ. town) в США, в окрузі Карбон штату Вайомінг. Населення — 74 особи (2020).

## Географія
Діксон розташований за координатами 41°2′6″ пн. ш. 107°32′9″ зх. д. / 41.03500° пн. ш. 107.53583° зх. д. (41.034885, -107.535849).  За даними Бюро перепису населення США в 2010 році місто мало площу 0,34 км², з яких 0,34 км² — суходіл та 0,00 км² — водойми.

## Демографія
Згідно з переписом 2010 року, у місті мешкало 97 осіб у 43 домогосподарствах у складі 27 родин. Густота населення становила 281 особа/км².  Було 64 помешкання (186/км²).
Расовий склад населення:
| - 88,7 % — білих - 3,1 % — чорних або афроамериканців - 1,0 % — корінних американців - 4,1 % — осіб інших рас |

До двох чи більше рас належало 3,1 %. Частка іспаномовних становила 12,4 % від усіх жителів.
За віковим діапазоном населення розподілялося таким чином: 21,6 % — особи молодші 18 років, 66,0 % — особи у віці 18—64 років, 12,4 % — особи у віці 65 років та старші. Медіана віку мешканця становила 33,5 року. На 100 осіб жіночої статі у місті припадало 131,0 чоловіків;  на 100 жінок у віці від 18 років та старших — 130,3 чоловіків також старших 18 років.
Середній дохід на одне домашнє господарство  становив 58 895 доларів США (медіана — 53 125), а середній дохід на одну сім'ю — 61 063 долари (медіана — 54 375). За межею бідності перебувало 14,7 % осіб, у тому числі 33,3 % дітей у віці до 18 років та 0,0 % осіб у віці 65 років та старших.
Цивільне працевлаштоване населення становило 36 осіб. Основні галузі зайнятості: сільське господарство, лісництво, риболовля — 44,4 %, публічна адміністрація — 13,9 %, мистецтво, розваги та відпочинок — 11,1 %, будівництво — 8,3 %.
За даними перепису 2000 року,
на території муніципалітету мешкало 79 людей, було 41 садиб та 23 сімей.
Густота населення становила 217,9 осіб/км². Було 67 житлових будинків.
З 41 садиб у 19,5% проживали діти до 18 років, подружніх пар, що мешкали разом, було 51,2 %,
садиб, у яких господиня не мала чоловіка — 2,4 %, садиб без сім'ї — 43,9 %.
Власники 39,0 % садиб мали вік, що перевищував 65 років, а в 14,6 % садиб принаймні одна людина була старшою за 65 років.
Кількість людей у середньому на садибу становила 1,93, а в середньому на родину 2,57.
Середній річний дохід на садибу становив 23 750 доларів США, а на родину — 37 500 доларів США.
Чоловіки мали дохід 35 417 доларів, жінки — 16 250 доларів.
Дохід на душу населення був 15 950 доларів.
Приблизно 8,0 % населення жили за межею бідності.
Серед них не було осіб віком до 18 років і понад 65 років.
Середній вік населення становив 45 років.